# Ter Lucht
Ter Lucht is een buurtschap in de gemeente Midden-Delfland, in de Nederlandse provincie Zuid-Holland. Het ligt aan de A20 in het zuiden van de gemeente tussen Maasland en Maassluis en telt 140 inwoners.
Dorpen: Den Hoorn · Maasland · Schipluiden · 't Woudt

Buurtschappen: Gaag-Maasland · Gaag-Schipluiden · Hodenpijl · De Kapel · Lierhand · Ter Lucht · Negenhuizen · De Zweth

Zuid-Holland: Steden en dorpen      Nederland: Provincies · Gemeenten